# Abencerrages

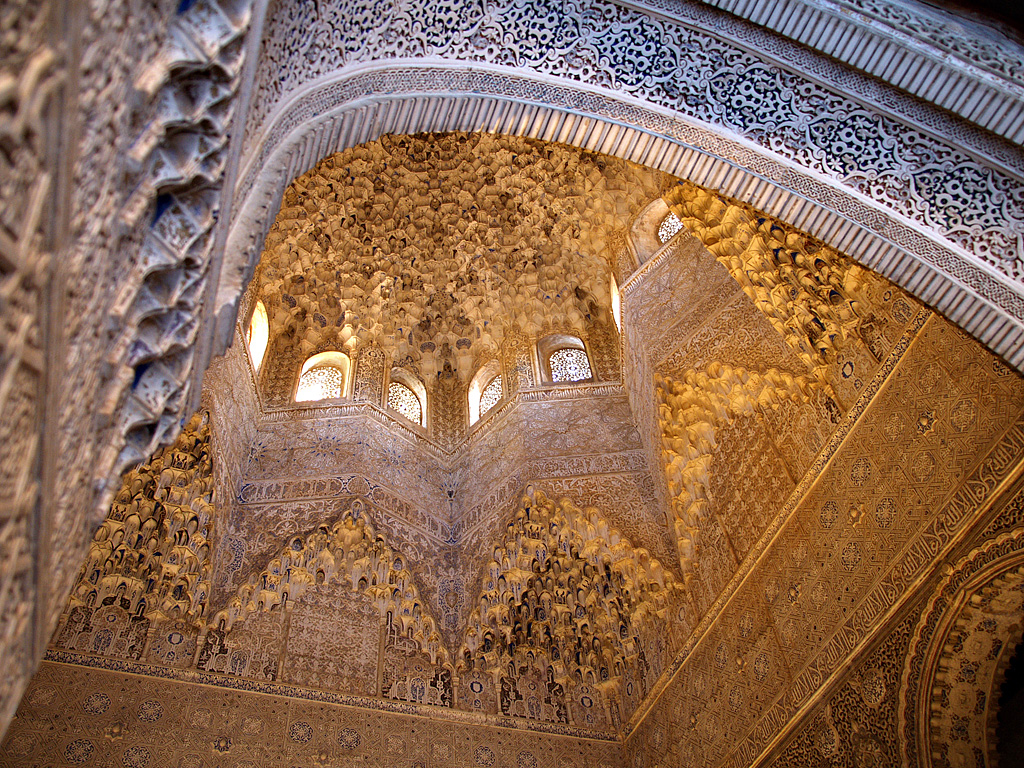
Soffitto della "stanza degli Abencerrages", la stanza dell'Alhambra dove Boabdil (Abū ʿAbd Allāh Muḥammad), ultimo sultano di Granada, ordinò il massacro di 36 membri della famiglia Banū Sarrāj.

Abencerages è la spagnolizzazione del nome della famiglia di origini magrebine dei Banū Sarrāj, in arabo بني السراج‎?, (letteralmente "i figli del sellaio"). Questa famiglia giocò un ruolo molto importante negli ultimi anni del Sultanato di Granada, in al-Andalus, partecipando ai vari sconvolgimenti sociopolitici che hanno avuto luogo in questo periodo chiave della storia della Spagna e contribuendo a scatenare una guerra civile che indebolì il sultanato nasride, che portò alla fine di dominio musulmano nella guerra di Granada.
Il periodo in cui la famiglia ottenne maggior potere fu sotto il regno del sultano Muḥammad IX, sotto il suo regno il visir fu Yūsuf ibn al-Sarrāj. Ma quando salì al trono Muḥammad X, il potere della famiglia iniziò a diminuire. Sostennero vari sultani, come Abū Naṣr Saʿd, ma subirono anche forti persecuzioni ad opera di alcuni sultani che sostennero. Si ribellarono a Malaga nel 1469, ai tempi del sultano Abu l-Hasan 'Ali (il Muley-Hacen delle cronache castigliane), la ribellione venne domata e i Banū Sarrāj furono duramente perseguitati, al che molti di loro fuggirono nel Regno di Castiglia.
Secondo la leggenda, il sultano Boabdil (Abū ʿAbd Allāh Muḥammad) ordinò l'assassinio dei membri più importanti del clan, trentasei uomini vennero massacrati, si pensa a causa di una storia d'amore: uno dei Banū Sarrāj venne catturato mentre tentava di scalare le pareti dell'Alhambra per salire dalla sua amante, che era un membro della famiglia reale. Boabdil convocò i membri della famiglia nell'Alhambra, tra la stanza detta appunto "degli Abencerrages" e il Patio dei Leoni, e ordinò ai Zegris (famiglia rivale dei Banū Sarraj) di massacrarli. Si dice che tale fu la mattanza che la fontana del Patio dei Leoni iniziò a sgorgare sangue.
I Banū Sarrāj furono nemici delle famiglie Zegris e Banu Egas ("Bannigas").
La storia dei Banū Sarrāj ispirò molte poesie e due opere liriche, Gli Abenceragi di Luigi Cherubini e L'esule di Granata di Giacomo Meyerbeer. Vi si collega anche la novella Le avventure dell'ultimo Abenceragio di François-René de Chateaubriand.